# Idris lamelliscutellaris
Idris lamelliscutellaris är en stekelart som beskrevs av Szabó 1965. Idris lamelliscutellaris ingår i släktet Idris och familjen Scelionidae. Inga underarter finns listade i Catalogue of Life.